# Efe Beşok
Efe Beşok (Konak, 23 aprile 1997) è un cestista turco.